# Nessun dorma
"Nessun dorma" (sv: 'Ingen må sova') är en aria från den avslutande akten i Giacomo Puccinis opera Turandot. I operan sjungs arian av tenoren Kalaf.
Arian blev något av Luciano Pavarottis paradnummer. Hans många framföranden, både solo och med De tre tenorerna, bidrog till att musikstycket blev mycket spritt även utanför operakretsar.

## Libretto
| Prinsen Nessun dorma! Nessun dorma! Tu pure, o Principessa, nella tua fredda stanza guardi le stelle che tremano d'amore e di speranza... Ma il mio mistero è chiuso in me, il nome mio nessun saprà! No, no, sulla tua bocca lo dirò, quando la luce splenderà! Ed il mio bacio scioglierà il silenzio che ti fa mia. Kvinnokör Il nome suo nessun saprà... E noi dovrem, ahimè, morir, morir! Prinsen Dilegua, o notte! Tramontate, stelle! Tramontate, stelle! All'alba vincerò! Vincerò! Vincerò! | Prinsen Ingen ska sova! Ingen ska sova! Också du, prinsessa, i ditt kalla rum, ser på stjärnorna som darrar av kärlek och hopp. Men min hemlighet är gömd i mig, mitt namn ska ingen veta! Nej, nej, mot dina läppar ska jag säga det när ljuset bryter fram. Och min kyss ska upplösa tystnaden som gör dig min! Kvinnokör Ingen ska veta hans namn, och vi, ack, ska dö, ska dö! Prinsen Vik hädan, natt! Stjärnor, gå ned! Stjärnor, gå ned! Vid gryningen segrar jag! Segrar jag! Segrar jag! |

## Nessun dorma i populärkulturen
Paul Potts som gjorde succé i Britain's Got Talent det brittiska TV-program för är förlagan till SVT:s Talang, inledde sitt framträdande i programmet med just Nessun dorma.
Det amerikanska heavy metal-bandet Manowar har tolkat stycket på skivan Warriors of the World (2002). Svenske Fredrik Kempe fick sitt genombrott med "Vincerò", en poplåt med inslag av "Nessun dorma". Stycket tolkas också på ett personligt sätt av Jeff Beck på plattan Emotions & Commotions.
Den finländska Humorgruppen Kaj har gjort två egna humoristiska texter till arian, Nissan bromsa samt Näsan domnar..

## Externa videolänkar
- Jussi Björling - Nessun dorma
- Andrea Bocelli - Nessun dorma